# عدنان حاجی‌زاده
عدنان حکمت اوغلو حاجی‌زاده (ترکی آذربایجانی: Adnan Hacızadə، متولد ۱۳ ژوئیه ۱۹۸۳) وبلاگ نویس آذربایجانی و یکی از بنیانگذاران OL! جنبش جوانان آذربایجان است.
حاجی‌زاده در باکو به دنیا آمد. او از لیسه اروپایی باکو فارغ‌التحصیل شد، در برنامه تبادل رهبران آینده (FLEX) شرکت کرد و مدتی در دانشگاه قفقاز باکو تحصیل کرد. او دارای لیسانس علوم سیاسی از دانشگاه ریچموند و مدرک حقوق از دانشگاه خزر است. او همچنین دارای مدرک کارشناسی ارشد مدیریت دولتی از دانشگاه کلمبیا است.
او به عنوان افسر ارتباطات داخلی در بریتیش پترولیوم استخدام شده است.

## حبس
در ۸ ژوئیه ۲۰۰۹، حاجی زاده و یکی دیگر از فعالان جوان آذربایجانی و وبلاگ نویس امین ملی توسط دو مرد در رستورانی در مرکز شهر باکو مورد تعرض و ضرب و شتم شدید قرار گرفتند. ملی و حاجی‌زاده برای شکایت در مورد این حمله رفتند، اما در عوض پلیس آنها را بازداشت کرد و یک پرونده جنایی علیه هر دو که به هولیگانیسم متهم هستند، باز کرد.
در ۱۰ ژوئیه ۲۰۰۹، قاضی رئوف احمدوف از دادگاه منطقه سبایل در باکو هر دوی آنها را به مدت دو ماه در بازداشت موقت قرار داد. گزارشگران بدون مرز، سازمان امنیت و همکاری اروپا و اتحادیه اروپا و همچنین تعدادی از کشورهای خارجی دستگیری ملی و حاجی زاده را به شدت محکوم کرده‌اند.
علی‌رغم فشارهای داخلی و بین‌المللی، در ۱۱ نوامبر، دادگاه عدنان حاجی‌زاده را به دو سال و امین ملی را به دو سال و شش ماه زندان محکوم کرد. بسیاری از گروه‌های حقوق بشر و همچنین ایالات متحده این حکم را محکوم کردند.
در سپتامبر ۲۰۱۰، باراک اوباما، رئیس‌جمهور ایالات متحده، در دیدار با رئیس‌جمهور الهام علی اف، خواستار آزادی این افراد شد. یک ماه بعد، دادگاه آذربایجان دستور آزادی هر دو وبلاگ نویس زندانی را صادر کرد.